# Arrest Vereniging gedetineerden De Schans
Het arrest Vereniging gedetineerden "De Schans" (HR 25 juni 1982, NJ 1983/296) is een uitspraak van de Nederlandse Hoge Raad, en betreft beperkingen op de vrijheid van vergadering bij gedetineerden. Het besluit van de directeur van de penitentiaire inrichting om geen vergaderruimte beschikbaar te stellen wordt niet onjuist geacht.

## Casus en procesgang
De Vereniging van Gedetineerden in het Huis van Bewaring "De Schans" (onderdeel van de "Bijlmerbajes") vraagt de directeur van het huis van bewaring om een ruimte ter beschikking te stellen waar het bestuur van de vereniging eenmaal per week kan vergaderen. De directeur weigert dit. 
De vereniging vordert bij de rechtbank veroordeling van de directeur om een ruimte ter beschikking te stellen en veroordeling van de Staat om de directeur hiertoe opdracht te geven. De rechtbank wijst de vordering tegen de Staat toe. De Staat stelt hoger beroep in bij het hof. Het hof vernietigt het vonnis van de rechtbank terwijl de vordering wordt afgewezen. Het cassatieberoep van de vereniging bij de Hoge Raad wordt verworpen.

## Rechtsvraag
Gedetineerden kunnen aanspraak maken op het algemene grondrecht van vereniging en vergadering dat is geregeld in art. 11 van het Europees Verdrag voor de Rechten van de Mens (EVRM), art. 22 van het Internationaal verdrag inzake burgerrechten en politieke rechten (IVBPR) en art. 9 van de Grondwet. Deze artikelen bevatten echter steeds een clausule die behelst dat een beperking van het grondrecht is toegestaan indien "bij wet voorzien". De vraag is of het hier moet gaan om een algemeen verbindend voorschrift (wet in materiële zin) of dat ook een beschikking van de directeur als zodanig kan worden aangemerkt.

## Hoge Raad
Krachtens art. 22 en 23 Beginselenwet Gevangeniswezen, art. 22 Sr, art. 3 Gevangenismaatregel en artt. 6 e.v. Huishoudelijk Reglement voor het Huis van Bewaring is de directeur bevoegd tot het nemen van het besluit om geen ruimte ter beschikking te stellen. De Hoge Raad ziet dit als een beperking van het grondrecht tot vereniging en vergadering. De directeur mag hier evenwel toe besluiten. Volgens de Hoge Raad:

moet worden aanvaard dat degenen aan wie rechtmatig hun vrijheid is ontnomen, door een beschikking van de daartoe krachtens voornoemde wettelijke bepalingen bevoegde directeur van het betreffende gesticht kunnen worden beperkt in de uitoefening van hun grondrecht voor zover die uitoefening zich niet met de vrijheidsbeneming verdraagt.

## Relevantie
Het arrest is van belang, omdat het laat zien dat een beperking van het grondrecht van vereniging en vergadering niet slechts bij formele of materiële wet kan plaatsvinden, maar ook door een beschikking van een daartoe bevoegd orgaan.